# Alej národů
Alej národů je projekt, jehož cílem je vysázet nejdelší alej v Evropě v délce asi 700 kilometrů. V budoucnosti by toto stromořadí mělo zahrnovat asi sto tisíc stromů a propojit Vídeň a Krakov.
Projekt aleje národů vznikl v roce 2005 z iniciativy nadace Partnerství; první výsadba stromů proběhla v listopadu téhož roku u Velké Bystřice poblíž Olomouce. Výsadba probíhá od té doby v různých místech plánované trasy vždy na jaře a na podzim.

## Hlavní obce na trase aleje
Od jihu na sever jsou to: 

Vídeň (A) – Nový Přerov (CZ) – Brno (CZ) – Prostějov (CZ) – Olomouc (CZ) – Nový Jičín (CZ) – Český Těšín (CZ) – Bílsko-Bělá (PL) – Osvětim (PL) – Krakov (PL)